# Vandenboschia subclathrata
Vandenboschia subclathrata är en hinnbräkenväxtart som beskrevs av Kunio Iwatsuki. Vandenboschia subclathrata ingår i släktet Vandenboschia och familjen Hymenophyllaceae. Inga underarter finns listade.